# Zdeněk Urbánek
Zdeněk Urbánek (Prága, 1917. október 12. – Prága, 2008. június 12.) cseh regényíró, műfordító, tanár, a Charta ’77 egyik aláírója.

## Élete
Prágában született 1917. október 12-én. 1936-ban a Károly Egyetem filozófia karán tanult, de a második világháború kitörése miatt nem fejezte be a tanulmányait. A háború alatt segített a zsidóknak, és megóvta őket a náci üldöztetés ellen, ezért 1992-ben megkapta a Világ Igaza címet. A háború után újságíró lett a Svobodné slovo (Szabad Szó) lapnál. 1949-től filmdramaturgként dolgozott az állami filmgyártó vállalatnál, majd a prágai Zeneművészeti Akadémia tanára volt. 1957-től csupán fordítással foglalkozott. 1968 után korlátozták a munkájában, megfigyelés alatt tartották. Ő volt a Charta ’77 egyik aláírója, amely a polgárok személyi jogainak tiszteletben tartását támogatta Csehországban. 1989 őszét követően már nyíltan tudott publikálni különféle újságokban, például a Lidové novinyban, és rövid ideig a prágai Művészeti Akadémia rektora volt. Prágában halt meg 2008. június 12-én. Václav Havel hosszú ideig a barátja volt, aki 2010-ben méltatta egy írásában Zdeněk munkásságát.

## Munkássága
Íróként 1939-ben indult egy novelláskötettel (a rövid próza a kedvenc műfaja volt). 1940-ben tanulmányt jelentetett meg Člóvék v mladé poezii (Az ember a fiatal költészetben) címmel, amelyben fenntartás nélküli pesszimizmussal ítéli meg az ember helyét és helyzetét a létben. Két ifjúsági regénye kivételével ebben a szellemben írta az elbeszéléseit is. 1957-től csupán fordítással foglalkozott: angol és amerikai írókat tolmácsolt, többek között Charles Dickenst, Theodore Dreisert, Walt Whitmant, John Galsworthyt, William Faulknert, és színházi cikkeket írt különböző magazinok számára. 1968 után már nem engedték meg, hogy íróként dolgozzon. Ezért fordításai barátai neve alatt jelentek meg. 1972-től különféle irodalom-orientált szamizdat folyóiratok számára írt. 1989-től újra megjelenhettek a művei, munkássága kiteljesedhetett.

## Művei
- Jitřenka smutku (1939)
- Úžeh tmou (1940)
- Příběh bledého dominika (1941) A sápadt Dominik története
- Zivoty a svédomí (1945) Életek és lelkiismeretek
- Cestou za Quijotem (1949)
- Ztracená země (1992) Elveszett föld
- Domy plné události (1993)
- Zvláštní případy (1993)
- Stvořitelé světa (1995) A világ teremtői
- Stvořitelé světa pokračují (1996)
- Stvořitelé světa díl třetí (1997)
- Stránky z deníků (2003)

## Fordítás
- Ez a szócikk részben vagy egészben  a   Zdeněk Urbánek című orosz Wikipédia-szócikk ezen változatának fordításán alapul.  Az eredeti cikk szerkesztőit annak laptörténete sorolja fel. Ez a jelzés csupán a megfogalmazás eredetét és a szerzői jogokat jelzi, nem szolgál a cikkben szereplő információk forrásmegjelöléseként.